# Willi Hornig
Willi Hornig (* 25. Oktober 1910 in Potsdam; † 1985) war ein deutscher Radrennfahrer und Schrittmacher im Radsport.

## Sportliche Laufbahn
Hornig war im Straßenradsport aktiv. Noch als Kind übersiedelte er mir seiner Familie von Potsdam nach Essen. Er begann mit dem Radsport im Verein „RRC Staubwolke Essen“. 1930 gewann er das traditionsreiche Eintagesrennen Rund um Düren. 1932 und 1933 holte er insgesamt 46 Siege in Straßenrennen und Kriterien. Darunter waren Erfolge bei Bochum–Münster–Bochum, Rund um Solingen und zweimal im Rechtsrheinischen Straßenpreis. 1932 wurde er Vizemeister bei den Amateuren im Straßenrennen hinter Fritz Scheller.
Nach dem Zweiten Weltkrieg wechselte er zum Bahnradsport und wurde Schrittmacher in Steherrennen. Er führte im Verlauf seiner Schrittmacherkarriere viele bekannte deutsche Steher seiner Zeit. Mit dem Kölner Hans Zims gewann er eine Vielzahl an Rennen, insbesondere bei den Steherrennen hinter sogenannten kleinen Motoren und bei Aschenbahnrennen.